# Jurij Kovalëv
Jurij Fëdorovič Kovalëv (in russo Юрий Фёдорович Ковалёв?; Orechovo-Zuevo, 6 febbraio 1934 – Mosca, 25 settembre 1979) è stato un calciatore sovietico.
Campione europeo con la nazionale sovietica nel 1960.

## Carriera

### Club
Iniziò la carriera calcistica da professionista con la Lokomotiv Mosca, militandovi tra il 1954 e il 1959; dopo aver vinto il Klass A 1959, si trasferì alla Dinamo Kiev, vincendo il titolo nel 1960. Nel 1961 si trasferì al CSKA Mosca, e nel 1962 tornò al Lokomotiv Mosca, giocandovi fino al 1965. Nel 1966 giocò con il Metallurg Lipetsk, e dal 1967 al 1971 giocò con il Moskvich, con il quale si ritirò a 37 anni.

### Nazionale
Fece parte della nazionale di calcio dell'Unione Sovietica che vinse il campionato d'Europa 1960, anche se può vantare una sola presenza in campo nel corso della sua carriera con la maglia della nazionale.

## Palmarès

### Club

#### Competizioni nazionali
- Campionato sovietico: 2

Lokomotiv Mosca: 1959
Dinamo Kiev: 1960

### Nazionale
- Campionato d'Europa: 1

1960